# 恆星位置

天球上的赤道坐標系。

恆星位置是天空中任何給定恆星的視角位置，它似乎固定於以地球為中心的任意球體上。該位置由相對於天球赤道的一對角座標定義：赤經（α）和赤緯（δ）。這對基於赤道坐標系。
此處的δ以度給出（從北天極的+90°到南天極的 -90°），α通常以時角（0到24小時）給出。這是由於恆星穿越的觀測科技，該科技由於地球自轉而與望遠鏡目鏡的視場相交。觀測科技是位置天文學和大地天文學的主題。
理想情况下，笛卡爾坐標系(α, δ)指的是慣性參考系。第三座標是恆星的距離，通常用這個別恆星的内容。
以下因素會隨著時間的推移而改變恒星的位置：
1. 歲差和章動：地軸緩慢傾斜，每年分別以50弧秒和2弧秒的速度傾斜；
2. 光行差和視差：地球軌道繞太陽的影響；和
3. 個別恆星的自行運動。

第一和第二種效應被稱為「恆星的平均位置」，與從移動的地球上看到的恆星視位置相對。通常，平均位置是指一個特殊的曆元，例如1950.0或2000.0。第三種影響必須個別處理。
恒星位置(α, δ) 被編譯成許多不同卷數和精度的恆星目錄。從FK（柏林〜1890年）到現代FK6，基礎目錄中收集了1000-3000顆恆星的「絕對」和非常精確的座標。
眾多恆星的「相對」座標被收集在波昂星表（德國1859-1863年，342,198個粗略位置）等目錄中。)，SAO星表（英語：The Smithsonian Astrophysical Observatory Star Catalog；全名：史密松天体物理台星表）是一個天體測量星表，在1966年由史密松天體物理台出版，共包含258,997顆恆星；還有依巴谷星表和第谷星表（通過太空天體量測分別收錄110.000 和200萬顆恆星）。

## 外部連結
- How Astronomers describe the position of stars （页面存档备份，存于）
- Jean Kovalevsky; P. Kenneth Seidelmann. . Cambridge University Press. 2004. ISBN 978-1-139-45317-2.
- Apparent Places of Fundamental Stars （页面存档备份，存于）